# 逸仙路 (上海)
逸仙路位於中國上海市区东北部，跨虹口、杨浦、宝山3区。南起邯郸路，北至吴淞大桥。长8900米，宽30.0至45.0米，车行道宽22.0至36.0米。

## 历史
中華民国8年（1919年）筑南张华浜至薀藻浜段，名军工路。民国20年（1931年）筑三民路（今三门路）至高境庙段，名中山北路。民国28年（1939年）侵华日军辟通大八字（今大柏树）至三民路、高境庙至军工路两段。民国34年（1945年）以孙中山號逸仙改名逸仙路。1997年12月10日逸仙路高架工程开工，該高架位於逸仙路地面道路之上，高架於1999年上半年竣工通车。